# Зелёная либеральная партия Швейцарии
Зелёная либеральная партия — центристская зелёно-либеральная политическая партия Швейцарии. Образована в 2007 году.

## История
Партия была образована 19 июля 2007 года четырьмя кантональными отделениями Зелёной партии. Уже в октябре на выборах 2007 года в кантонах Санкт-Галлен и Цюрих партия получила 3 места Национального совета, а через месяц — одно место в Совете кантонов. После этого партия расширила своё представительство до 13 кантонов, в основном в немецкоговорящем регионе и в Романдии.
На выборах 2011 года партия получила 5,4 % голосов и увеличила представительство в парламенте до 13 депутатов. На выборах 2015 года партия понесла некоторый урон, получив 4,6 % голосов и 7 депутатских мест.
Зелёная либеральная партия является центристской в отличие от лево-ориентированной Зелёной партии. Партийная идеология совмещает гражданские свободы и умеренный экономический либерализм с экологической устойчивостью окружающей среды. Партия имеет собственную фракцию в парламенте с 2011 года.
В настоящее время партия имеет 18 кантональных представительств.
Представитель партии Виктор Росси избран канцлером Федерального совета Швейцарии.

## Президенты партии
- Мартин Баумль (2007—2017)
- Йюрг Гроссен (2017—наст. время)

## Участие в выборах

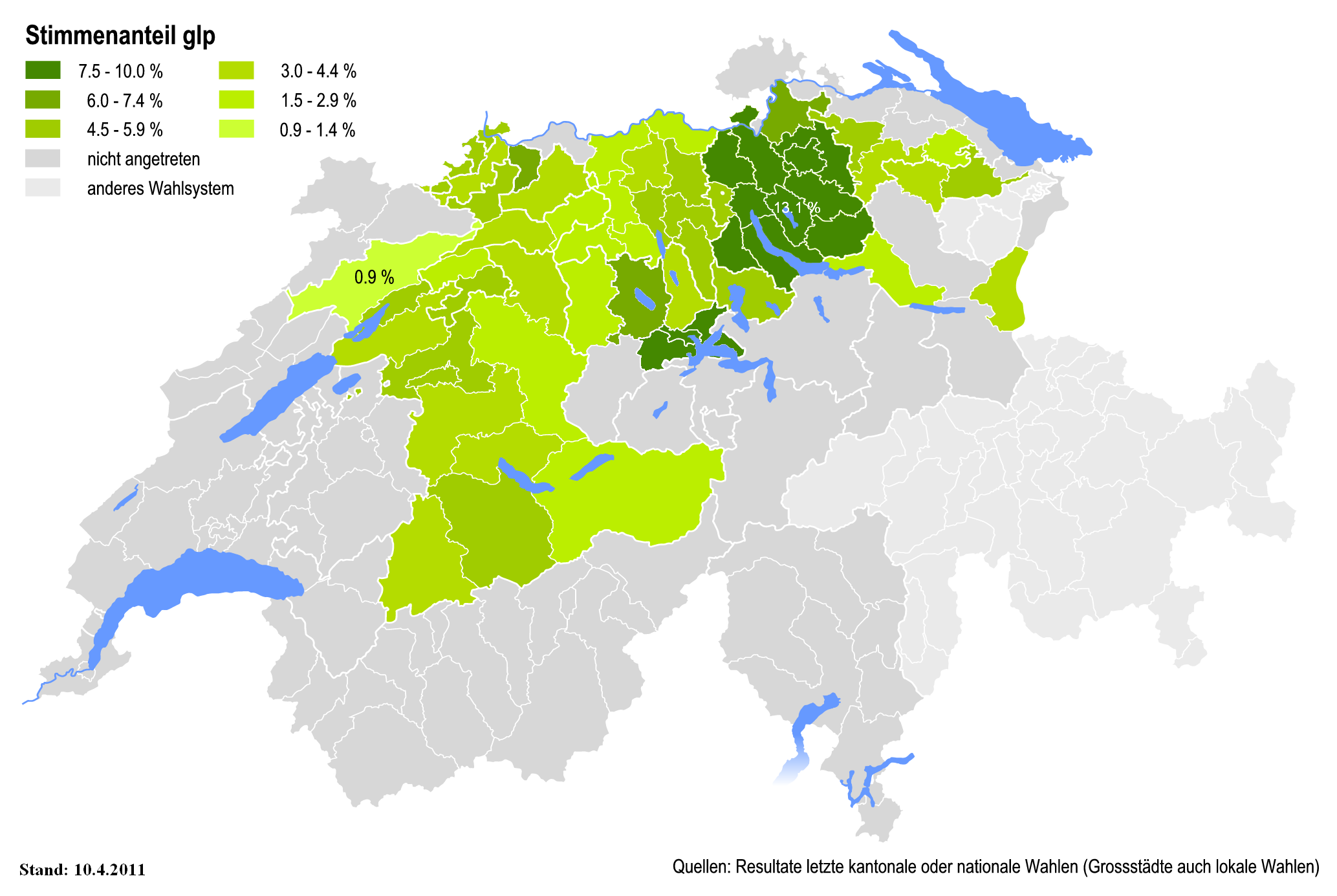
Результаты голосования за Зелёную либеральную партию на выборах 2011 года по избирательным округам Швейцарии.

| Выборы | Количество голосов | % голосов | Мест |
| ------ | ------------------ | --------- | ---- |
| 2007   | 33 104 ▲           | 1,4% ▲    | 3 ▲  |
| 2011   | 131 436 ▲          | 5,4% ▲    | 12 ▲ |
| 2015   | 116 641 ▼          | 4,6% ▼    | 7 ▼  |
| 2019   | 189 162 ▲          | 7,8% ▲    | 16 ▲ |